# Cappella di San Giovanni Battista (Maggia)
La cappella di San Giovanni Battista è un edificio religioso che si trova a Someo, frazione di Maggia in Canton Ticino.

## Storia
La cappella attuale risale al 1850, ma la struttura viene citata per la prima volta in documenti storici risalenti al 1365. Nel 1536 venne completamente ricostruita, nel XVIII secolo vennero aggiunti il coro ed il portico antistante la facciata, affrescato da Giacomo Antonio Pedrazzi nel 1857.

## Descrizione
La cappella conserva alcune decorazioni realizzate da Giacomo Antonio Pedrazzi nel 1851. All'interno anche un Cristo Morto, una Addolorata e statue di San Luca e San Giuliano.